# Gerda Leo
Gerda Leo (Hagen, 1º febbraio 1909 – Amsterdam, 28 settembre 1993) è stata una fotografa tedesca, attiva nell'ambito dei movimenti artistici Neues Sehen e della Nuova Oggettività.

## Biografia
Ebbe due sorelle: Elsbet, nata nel 1910 e Waltraut nata nel 1916. Il padre morì nel 1922 perciò la madre tornò con le figlie nella sua città natale di Halle. A 16 anni frequentò la Werkstätten der Stadt Halle, Staatlich-Mädtische Kunstgewerbeschule Burg Giebichenstein, quella che dal 1989 è stata rinominata Burg Giebichenstein Kunsthochschule Halle, ma che già allora era considerata una vera e propria università di arte e disegno, specialmente dopo 1925, quando chiuse il Bauhaus di Weimar per trasferirsi a Dessau, e alcuni degli docenti vennero ad insegnare al "Burg" come Marguerite Friedlaender, Gerhard Marcks e Benita Koch-Otte. Leo iniziò dapprima nel corso di pittura di Erwin Hahs (1887–1970) quindi passò al laboratorio degli smalti di Lili Schultz.
Dal 1928 Leo frequentò il corso di fotografia di Hans Finsler, il primo corso di fotopgrafia della scuola. In realtà, fin da piccola aveva avuto a che fare con la fotografia poiché suo padre aveva una camera oscura e anche lei scattava delle foto con una macchina a soffietto 9x12. Intensificò perciò sia il rapporto con Finsler ma anche con la fotografia, a partire dal 1925, anche se le foto sopravvissute degli anni 1926 e 1927 sono poche, poiché aveva trovato il suo interesse.
Nel 1929 Leo partecipò con quattro fotografie alla mostra di cinema e fotografia FIFO al Deutscher Werkbund di Stoccarda e nell'estate di quell'anno ha lavorato come assistente del fotografo Albert Renger-Patzsch a Essen, forse il massimo esponente della Nuova Oggettività. Al suo ritorno ad Halle, lavorò come assistente di Finsler fino al 1932, realizzando stampe in laboratorio ed evadendo gli ordini e allo stesso tempo si dedicò ai propri progetti. Quando Finsler, in quell'anno, si trasferì alla Università delle Arti di Zurigo, lei rifiutò di accompagnarlo. Fu grazie a Albert Renger-Patzsch che conobbe il fotografo Jakob D'Oliveira (1908–1978), che sposò nel settembre 1932.
Leo terminò la sua carriera di fotografa nel 1932/1933, quando si trasferì col marito ad Amsterdam, anche se continuarono a scattare foto per alcune ditte. In realtà, la vita familiare e il lavoro nell'azienda erano preminenti. Col matrimonio ebbe anche la cittadinanza olandese. A causa dell'occupazione nazista, lei ed il marito si unirono alla Resistenza olandese. Dal matrimonio nacquero tre figli, e fu dura per Leo perché il marito di origini ebraiche fu internato in un campo. Altri due figli nacquero dopo la fine della guerra. Leo ha vissuto ad Amsterdam fino alla sua morte nel 1993.
Gran parte del lavoro di Gerda Leo è rimasto sepolto negli archivi, praticamente dimenticato, fino agli anni '90, riscoperto soltanto in occasione della preparazione di una mostra sulla storia del Burg Giebichenstein. Nel 1994 il museo di Halle ha realizzato una mostra di Leo con un catalogo. La mostra e il libro collocano la sua straordinaria opera nel contesto del movimento Neues Sehen.

## Stile
L'archivio fotografico di Gerda Leo è custodito presso il Museo Moritzburg di Halle. Stilisticamente si muove nell'ambito del "Neues Sehen", lavorando sui dettagli, ombre e diagonali, immagini di nature morte, ma anche paesaggi e ritratti.
Il bagaglio stilistico è quello di "Neues Sehen" con forti contrasti e ombre e giocando con elementi di nitidezza e sfocatura, arricchito con giochi di forme in filigrana. Leo ha catturato paesaggi, comprese le impressioni urbane, come fossero strutture spaziali, che ha suddiviso compositivamente in superfici visive. Anche nei suoi ritratti esprime un linguaggio progettuale ridotto e concentrato. Le figure a metà o tre quarti sono spesso fotografate con luce laterale. Nei primi piani, Leo si è concentrato interamente sul viso, che solitamente è di mezzo profilo e riempie quasi completamente l'inquadratura, conferendole una profondità visiva atmosferica attraverso ombre e luci.
Le sue foto hanno una qualità meno artificiale di quelle di Finser. Ha creato una successione di composizioni atmosferiche, ma quasi astratte, fortemente geometriche. 

## Pubblicazioni (postume)
- Gerda Leo, Photographien, 1926 - 1932, Connewitzer Verlagsbuchhandlung, 1994 - ISBN 978-3928833271